# کمال عجاس
کمال عجاس (انگلیسی: Kamel Adjas؛ زادهٔ ۳ ژانویهٔ ۱۹۶۳) بازیکن فوتبال است.
از باشگاه‌هایی که در آن بازی کرده‌است می‌توان به باشگاه فوتبال وفاق سطیف اشاره کرد.
وی همچنین در تیم ملی فوتبال الجزایر بازی کرده‌است.